# ガラスの知恵の輪
『ガラスの知恵の輪』（ガラスのちえのわ）は、毎日放送の制作によりTBS系列で、1982年（昭和57年）5月26日から同年6月30日まで放送されたテレビドラマ。放送時間は、毎週水曜日22:00 - 22:54。全6話。

## 概要
倉本聰の書き下ろし脚本による作品。メディアがスキャンダリズムにあふれる芸能界を背景に、スキャンダルに巻き込まれて芸能ジャーナリストやレポーターたちに追いかけられる新進の清純派女優と、ピエロのサンドイッチマンを通し、その世相の一端と彼らが織りなす優しくそして脆い人生模様を描いた。その脆さと優しさを、ハチ（沢木八郎）の父親が作る「ガラスの知恵の輪」に象徴し例えて、作品を創り上げている。
新進女優の安西ユカは、ホテルで密会する約束を電話で恋人の男優・松山洋介にしていたが、サンドイッチマンの沢木八郎（ハチ）がこれを偶然聞いてしまい、ルポライターの泉にこれを教えてしまう。泉は子供の入院費用を必要としていたのだった。そして泉はこれを記事にしたために芸能界は騒然、ユカはたちまちマスコミに追われる羽目になってしまう。窮地に陥ったユカはハチに救われるが、ユカはハチが同郷だと知って親近感を持つ。そこでユカはハチに洋介との連絡役を頼むが、後に洋介は「ユカとは遊びの関係だった」とのことを発言、洋介がユカの兄・力夫に殴られたことでユカの評判は失墜し、更にユカはマリから「洋介との子を堕胎したと聞いて傷心に陥り、姿を消してしまう。
オープニングのタイトルバック映像は、原宿の歩行者天国の雑踏の中で、ピエロの格好でパントマイムをしている八郎の前を通り過ぎていく人々の、普通の映像とシルエットそれぞれのものが使われた。
本作のすぐ前に、安西ユカ役の大竹しのぶとTBSのドラマディレクターの服部晴治との恋愛スキャンダルがあり、本作はこれを引用して製作されたものであったが、主演の萩原健一はこの手法に疑問を抱き、倉本と少し距離を置くようになったが、黒澤明に会ってこの話をされた時には「倉本さんとの仕事を一所懸命やった」として倉本を守ったとし、また本作を推奨している。

## キャスト
- 沢木八郎（ハチ）：萩原健一
- 安西ユカ：大竹しのぶ
- 沢木松吉：河原崎国太郎
ハチの父で、小樽に住むガラス職人。闇市が多く出ていた戦後間もない頃に流行したガラスの知恵の輪を作り続けている。
- 則子：結城美栄子
- チャラ：児島美ゆき
- 泉（ルポライター）：火野正平
- 公介：村井国夫
- 井上：下條正巳
- マリ（女優）：芹明香
- 犬沢：深江章喜
- 猫田：高橋基子
- 安西力夫：ガッツ石松
- クミ：青地公美
- 松山洋介：谷隼人
- 平泉征
- 小鹿番
- 北浦昭義
- 浦川麗子
- 渡辺麗
- 青森伸
- 小野武彦

### 主なゲスト
- 鶴田忍（1話）
- 大久保正信（1話、3話）
- 岩城滉一（2話）
- 岩尾正隆（2話）
- 曽根晴美（2話）
- 日向明子（2話）
- 小池雄介（2話）
- 工藤啓子（2話）
- 戸川純（2話）
- 島田紳助（3話）
- 松本竜介（3話）
- 岡雅子（3話）
- 中条静夫（特別出演）（3話）
- 岸田今日子（特別出演）（3話）
- 岡田眞澄（特別出演）（3話）
- 高原駿雄（4話）
- 中村伸郎（5話）
- 大前均（5話）
- ひし美ゆり子（5話）
- 夏海千佳子（5話）
- 頭師孝雄（6話）
- 草薙良一（6話）
- うえだ峻（6話）
- 羽鳥靖子（6話）
- 須永慶（6話）
- 田山涼成（6話）

## スタッフ
- 脚本：倉本聰（全話）
- プロデューサー：青木民男
- 制作補：見留多佳城、丸谷嘉彦
- プロデューサー補：青井邦臣
- 音楽：朝川朋之
- 演出補：江上官
- 技術：塚越捷、田村輝夫
- 技術担当：白瀬研一
- 効果：寺田卓夫
- 記録：土屋克代
- カメラ：河内和美
- カラー調整：横田久雄
- VTR：長谷川克己、山崎悟
- 編集：一戸鮎美
- 照明：田村輝夫
- 音声：片岡博司
- 技術協力：東通
- 美術デザイン：佐野均
- 美術制作：島田孝之
- 美術進行：岸聡光
- 化粧：ユミ・ビュアクス
- 衣装デザイン：村岡勝重
- 衣装協力：ホリディ、きものやまと
- 協力：小樽 北一硝子、全日空（3 - 5話）
- ガラス工芸指導：飯降喜三郎
- パントマイム指導：並木孝雄
- 制作協力：PTV
- 主題歌：『ムーンライト・セレナーデ』（『グレン・ミラー物語』サントラ盤）
- 演出：瀬木宏康（全話）
- 制作著作：毎日放送